# Lydina americana
Lydina americana är en tvåvingeart som först beskrevs av Townsend 1892.  Lydina americana ingår i släktet Lydina och familjen parasitflugor. Inga underarter finns listade i Catalogue of Life.